# Carl Ludwig von Dörnberg
Carl Ludwig von Dörnberg (* 8. September 1749 in Marburg; † 19. November 1819 in Kassel) war ein deutscher Politiker, Komtur des Deutschen Ordens und Mitglied der Reichsstände im Königreich Westphalen.

## Leben
Carl Ludwig von Dörnberg war der Sohn des Ministers Wolfgang Pandolphus Ferdinand von Dörnberg und Caroline Dorothea von und zu Löwenstein. 1778 trat er in den Deutschen Orden ein und war im Jahr darauf Titularkomtur von Fritzlar. Im selben Jahr noch wurde er für Dänemark tätig und stand in dessen Diensten. Wegen des Soldatenhandels des Landgrafen Friedrich II. mit Großbritannien musste Carl Ludwig mit der Hessen-kasselschen Armee unter General Knyphausen am nordamerikanischen Unabhängigkeitskrieg teilnehmen. In den Jahren 1784 bis 1796 war er Hofmeister des Landgrafen von Hessen-Kassel. Die Funktion des hessischen Erbküchenmeisters übte er von 1793 bis 1819 aus.
Vom 2. Juni 1808 bis 26. Oktober 1813 war er für das Werra-Departement Mitglied der Reichsstände im Königreich Westphalen. In den Jahren 1797 bis 1807 war er als Geheimer Rat und Oberamtmann in Bad Hersfeld tätig. Vom 17. Oktober 1806 bis zum 24. April 1809 (Aufhebung des Deutschordens durch Napoleon) hatte er als Ratsgebietiger die Aufgabe, den Komtur der Deutschordensballei Hessen bei seiner Arbeit zu unterstützen. Von 1806 bis 1809 bekam er die Kommende Schiffenberg übertragen. Eine besondere Mission erfüllte Carl Ludwig in der Zeit vom 16. Februar 1814 bis zum 28. Juni 1814 in London als Gesandter Kurhessens. Es ging hierbei um Unterstützungsleistungen, Waffenlieferungen und Entschädigungen.

## Ehrungen
Geheimer Rat